# Mitophagie
Mitophagie bezeichnet eine Form der Autophagie, bei der gezielt Mitochondrien innerhalb einer Zelle abgebaut werden. Die betroffenen Organellen werden dabei von Verdauungsbläschen umhüllt und zerlegt; einige Bestandteile werden danach einer weiteren Verwendung zugeführt.
Mitophagie kann verschiedene Auslöser haben:
- Schädigung: Geschädigte Mitochondrien stellen durch die potentielle Produktion von Sauerstoffradikalen (ROS) eine Gefahr für die Zelle dar. Diese müssen beseitigt werden.
- Alterung: Gealterte Mitochondrien können in ihrer Leistung eingeschränkt sein und bilden  potentielle ROS-Quellen.
- Entwicklung: Bei der Reifung roter Blutkörperchen werden die Mitochondrien vollständig degradiert.[2]
- Nährstoffmangel

Es wird vermutet, dass ein Mitophagie-Defekt eine Rolle bei der Parkinson-Krankheit spielt. Die Mitophagie erfolgt unter anderem über die Bildung von Omegasomen.